# SC Telstar VVNH in het seizoen 2012/13
Het seizoen 2012/2013 is het tweede jaar in het bestaan van de Velsense vrouwenvoetbalclub SC Telstar VVNH. De club kwam uit in de BeNe League Orange en Women's BeNe League en heeft deelgenomen aan het toernooi om de KNVB beker.

## Wedstrijdstatistieken

### BeNe League Orange
|       | FC Twente | ADO Den Haag | PSV/FC Eindhoven | AFC Ajax | PEC Zwolle | FC Utrecht | sc Heerenveen |
| ----- | --------- | ------------ | ---------------- | -------- | ---------- | ---------- | ------------- |
| Thuis | 0 – 1     | 1 – 4        | 0 – 0            | 1 – 2    | 7 – 0      | 0 – 0      | 2 – 1         |
| Uit   | 1 – 0     | 2 – 1        | 1 – 0            | 2 – 3    | 1 – 2      | 2 – 2      | 0 – 2         |

### Women's BeNe LeagueB
|       | PEC Zwolle | sc Heerenveen | FC Utrecht | OH Leuven | Sint-Truiden | Zulte-Waregem | Club Brugge |
| ----- | ---------- | ------------- | ---------- | --------- | ------------ | ------------- | ----------- |
| Thuis | 5 – 0      | 3 – 1         | 1 – 0      | 3 – 0     | 2 – 1        | 4 – 0         | 7 – 0       |
| Uit   | 2 – 1      | 3 – 1         | 0 – 5      | 3 – 3     | 1 – 3        | 1 – 6         | 0 – 6       |

### KNVB beker
| Achtste finale                            | FC Berghuizen | 0 – 9 (0 – ?) | SC Telstar VVNH |  |
| Plaats: Oldenzaal Sportpark 't Venterinck |               |               | Onbekend        |  |
| Kwartfinale                               | ADO Den Haag  | 4 – 2 (? – ?) | SC Telstar VVNH |  |
| Plaats: Den Haag Kyocera Stadion          | Onbekend      |               | Onbekend        |  |

## Statistieken SC Telstar VVNH 2012/2013

### Eindstand SC Telstar VVNH Vrouwen in de BeNe League Orange 2012 / 2013
| Stand | Gespeeld | Gewonnen | Gelijk | Verloren | Punten | Doelpunten voor | Doelpunten tegen | Gele kaarten | Rode kaarten |
| ----- | -------- | -------- | ------ | -------- | ------ | --------------- | ---------------- | ------------ | ------------ |
| 5e    | 14       | 5        | 3      | 6        | 18     | 21              | 17               | 15           | 2            |

### Eindstand SC Telstar VVNH Vrouwen in de Women's BeNe League B 2012 / 2013
| Stand | Gespeeld | Gewonnen | Gelijk | Verloren | Punten | Doelpunten voor | Doelpunten tegen | Gele kaarten | Rode kaarten |
| ----- | -------- | -------- | ------ | -------- | ------ | --------------- | ---------------- | ------------ | ------------ |
| 1e    | 14       | 11       | 1      | 2        | 34     | 50              | 12               | 3            | 0            |

### Topscorers
| #      | Naam                         | Goal |
| ------ | ---------------------------- | ---- |
| 1.     | Loïs Oudemast                | 4    |
| 1.     | Lavinia Poku                 | 4    |
| 2.     | Annelies Tump-Zondag         | 3    |
| 3.     | Kristina Šundov              | 2    |
| 3.     | Dominique Vugts              | 2    |
| 4.     | Marjan Brouwer               | 1    |
| 4.     | Kim Dolstra                  | 1    |
| 4.     | Claudia van den Heiligenberg | 1    |
| 4.     | Stefanie van der Gragt       | 1    |
| 4.     | Suzanne Marees               | 1    |
| 4.     | Priscilla de Vos             | 1    |
| Totaal | Totaal                       | 21   |

| #                    | Naam                         | Goal |
| -------------------- | ---------------------------- | ---- |
| 1.                   | Priscilla de Vos             | 10   |
| 2.                   | Dominique Vugts              | 7    |
| 3.                   | Claudia van den Heiligenberg | 6    |
| 3.                   | Loïs Oudemast                | 6    |
| 4.                   | Kristina Šundov              | 4    |
| 5.                   | Dyanne Bito                  | 3    |
| 5.                   | Stefanie van der Gragt       | 3    |
| 5.                   | Lavinia Poku                 | 3    |
| 6.                   | Kim Dolstra                  | 2    |
| 6.                   | Amber van der Heijde         | 2    |
| 6.                   | Kelly Zeeman                 | 2    |
| 7.                   | Annelies Tump-Zondag         | 1    |
| Onbekende doelpunten |                              |      |
| –                    | Onbekend                     | 1    |
| Totaal               | Totaal                       | 50   |

| #      | Naam                           | Goal |
| ------ | ------------------------------ | ---- |
| –      | Onbekend (Tegen FC Berghuizen) | 9    |
| –      | Onbekend (Tegen ADO Den Haag)  | 2    |
| Totaal | Totaal                         | 11   |

### Kaarten
| #      | Naam                   |    |
| ------ | ---------------------- | -- |
| 1.     | Dominique Vugts        | 4  |
| 2.     | Kim Dolstra            | 2  |
| 2.     | Stefanie van der Gragt | 2  |
| 2.     | Kristina Šundov        | 2  |
| 3.     | Dyanne Bito            | 1  |
| 3.     | Amber van der Heijde   | 1  |
| 3.     | Sharon Kok             | 1  |
| 3.     | Suzanne Marees         | 1  |
| 3.     | Lavinia Poku           | 1  |
| 3.     | Mairav Shamir          | 1  |
| 3.     | Priscilla de Vos       | 1  |
| 3.     | Melissa van der Wiel   | 1  |
| Totaal | Totaal                 | 18 |

| #      | Naam            |   |
| ------ | --------------- | - |
| 1.     | Dominique Vugts | 1 |
| Totaal | Totaal          | 1 |

| #      | Naam                 |   |
| ------ | -------------------- | - |
| 1.     | Melissa van der Wiel | 1 |
| Totaal | Totaal               | 1 |